# Tomasz Niewiadomski (przedsiębiorca)
Tomasz Niewiadomski (ur. 1974 w Olsztynie) – polski przedsiębiorca, wydawca, fotografik. Właściciel i redaktor naczelny kwartalnika „Przekrój”.
W 1993 roku został współwłaścicielem rodzinnej firmy przetwórstwa spożywczego Sonda, pięć lat później zasiadł w radzie nadzorczej spółki Sonda SA (później przekształconej w Agros Nova). Równolegle rozpoczął studia zaoczne na kierunku marketing i zarządzanie na Uniwersytecie Warszawskim. Podczas studiów założył i prowadził firmę produkcyjno-handlową Dog-Star. W 1999 r. obronił tytuł magistra (specjalizacja reklama).
W 2013 roku Niewiadomski kupił od Gremi Media – jeden z najstarszych polskich tytułów prasowych, „Przekrój”. Pierwszy numer odświeżonego czasopisma ukazał się w grudniu 2016 roku.

## Fotografia
Po studiach wyjechał do Sydney, aby studiować fotografię w Visual Arts & Photography. Podążając za swoją fascynacją obrazem, przeniósł się do Stanów Zjednoczonych, gdzie odbył staż u fotografa Davida Michaela Kennedy’ego. Tam zainteresował się tradycyjnymi technikami fotograficznymi – platynotypią oraz palladotypią. Był też asystentem nowojorskiego fotografa Paula Aresu. Mieszkając w Tokio zajmował się również fotografią modową pracując m.in. dla japońskiego fotografa Yōji Yamamoto.
Niewiadomski brał udział w zbiorowej wystawie artystów Galerii 65, zatytułowanej W.W.D.M.K.T.S.A.W.J.P.T.N., którą w 2007 roku można było zobaczyć w Królikarni. Miał również wiele wystaw indywidualnych, m.in.: Chiny – Kraj Środka; Nihon – opowiadająca o osobistych wrażeniach artysty z pobytu w Japonii; oraz Blue – cykl zdjęć, których tłem jest ogrom oceanu. Ta ostatnia pokazywana była w Muzeum Sztuki i Techniki Japońskiej „Manggha” w Krakowie oraz w 2016 roku w Hamburgu.
W 2006 roku Niewiadomski założył w Warszawie Galerię 65 zajmującą się promowaniem fotografii artystycznej. Zorganizowała ona wiele wystaw, m.in.: Lato 2006 (Wojtek Wieteska, 2006), Marocco (Tomek Sikora, 2006), Emotion One (Jacek Poremba, 2006), Znalezione. Zagubione (Artur Wesołowski, 2007), Las Projekt (Robert Zuchniewicz, 2007), Lovebook (Karolina Breguła, 2007), Guys. From Poland with love. (Oiko Petersen, 2008), Alfons Skowronek, Eks-hibicjonista (Tomasz Sikora, 2008), Moje Miejsce (Zygmunt Rytka, 2008).
W 2009 roku powstała Fundacja Element 65. Podstawowym celem Fundacji była działalność na rzecz rozwoju sztuki współczesnej, ze szczególnym uwzględnieniem fotografii, poprzez odzwierciedlanie w niej wielorakich aspektów życia codziennego i zjawisk społecznych. W ramach działania fundacji odbyły się wystawy: Downtown Collection (Oiko Peterson, kwiecień 2009, Instytut Teatralny im. Zbigniewa Raszewskiego), Dzieciaki (Wystawa fotografii dzieci z Targówka, lipiec 2009, Plac Zamkowy), A Journey Back (Tom Hunter, październik 2009, Centrum Działań Twórczych 1500m²).